# Eubazus eos
Eubazus eos är en stekelart som beskrevs av Sergey A. Belokobylskij 1994. Eubazus eos ingår i släktet Eubazus och familjen bracksteklar. Inga underarter finns listade i Catalogue of Life.